# 이노우에 오사무 (1946년)
이노우에 오사무(일본어: 井上 修, 1946년 7월 20일 ~ )는 일본의 전 프로 야구 선수이자 야구 지도자이다. 후쿠오카현 후쿠오카시 출신이며 현역 시절 포지션은 내야수, 외야수였다.

## 인물
후쿠오카 전파고등학교에서는 에이스 와카바야시 준지를 거느리고 1963년 추계 후쿠오카 대회 남부 준결승전에 진출했지만, 오무타미나미 고등학교에게 패하여 탈락했다. 1학년 아래이자 팀 동료인 고가네마루 미쓰루가 있다.
1965년 히로시마 카프에 입단, 2년 뒤인 1967년에 개막 이후부터 유격수로 기용돼 2루수와 3루수도 겸하여 47경기에 선발 출전했다. 그 이후엔 출전 기회가 줄어들었고 1970년 한큐 브레이브스로 이적했다. 한큐에서도 주전 확보까지는 이뤄지지 않았지만 내야의 유틸리티 플레이어로서 팀 전력에 있어서는 편리하게 여겨져 1972년에는 105경기에 출전해 타율 2할 8푼 5리의 좋은 성적을 남겼다. 같은 해 요미우리 자이언츠와 맞붙은 일본 시리즈에서 4경기에 대타, 수비 요원로서 출전했다. 그 후에도 팀의 보조 역할을 하면서 활약을 계속 이어나갔고 5차례의 리그 우승과 3차례의 일본 시리즈 우승에도 기여하는 등 한큐 황금 시대의 일원으로서 활약을 했다. 1979년에는 유격수로서 오하시 유타카와 병용돼 개인 최다 기록인 57경기에 선발 출전했고 1980년을 끝으로 선수 생활을 은퇴했다.
은퇴 후에는 한큐·오릭스에서 2군 코치 보좌(1981년 ~ 1982년), 1군 수비 주루 코치(1983년 ~ 1985년), 2군 수비 주루 코치(1986년 ~ 1992년) 등을 역임했고, 1984년에는 팀의 리그 우승에 기여했다. 오릭스에서 퇴단한 후에는 중화민국으로 건너가 통이 라이온즈(1993년 ~ 1998년에는 코치, 2007년에는 수석 코치), 허신 웨일스→중신 웨일스(2001년 ~ 2006년에는 수석 코치) 등에서 코치를 각각 역임했다.

## 상세 정보

### 출신 학교
- 후쿠오카 전파고등학교

### 선수 경력
- 히로시마 카프·히로시마 도요 카프(1965년 ~ 1969년)
- 한큐 브레이브스(1970년 ~ 1980년)

### 지도자 경력
- 한큐 브레이브스 2군 코치 보좌(1981년 ~ 1982년)
- 한큐 브레이브스 1군 수비 주루 코치(1983년 ~ 1985년)
- 한큐 브레이브스·오릭스 브레이브스·오릭스 블루웨이브 2군 수비 주루 코치(1986년 ~ 1992년)
- 통이 라이온즈 코치(1993년 ~ 1998년)
- 허신 웨일스·중신 웨일스 수석 코치(2001년 ~ 2006년)
- 통이 라이온즈 수석 코치(2007년)

### 개인 기록
- 통산 1000경기 출장 : 1979년 10월 4일 ※역대 212번째

### 등번호
- 37(1965년 ~ 1969년)
- 44(1970년 ~ 1972년)
- 5(1973년 ~ 1980년)
- 75(1981년 ~ 1990년)
- 71(1991년 ~ 1992년)

### 연도별 타격 성적
| 연 도       | 소 속       | 경 기 | 타 석 | 타 수 | 득 점 | 안 타 | 2 루 타 | 3 루 타 | 홈 런 | 루 타 | 타 점 | 도 루 | 도 루 자 | 희 생 번 | 희 생 플 | 볼 넷 | 고 4 | 사 구 | 삼 진 | 병 살 타 | 타 율 | 출 루 율 | 장 타 율 | O P S |
| ----------- | ----------- | ----- | ----- | ----- | ----- | ----- | ------- | ------- | ----- | ----- | ----- | ----- | -------- | -------- | -------- | ----- | ---- | ----- | ----- | -------- | ----- | -------- | -------- | ----- |
| 1965년      | 히로시마    | 6     | 5     | 4     | 0     | 0     | 0       | 0       | 0     | 0     | 0     | 0     | 1        | 0        | 0        | 1     | 0    | 0     | 0     | 0        | .000  | .200     | .000     | .200  |
| 1966년      | 히로시마    | 15    | 3     | 3     | 1     | 0     | 0       | 0       | 0     | 0     | 0     | 0     | 0        | 0        | 0        | 0     | 0    | 0     | 2     | 0        | .000  | .000     | .000     | .000  |
| 1967년      | 히로시마    | 75    | 162   | 144   | 7     | 23    | 2       | 0       | 0     | 25    | 7     | 4     | 2        | 5        | 0        | 10    | 0    | 3     | 25    | 1        | .160  | .229     | .174     | .403  |
| 1968년      | 히로시마    | 18    | 10    | 9     | 0     | 0     | 0       | 0       | 0     | 0     | 0     | 1     | 2        | 0        | 0        | 1     | 0    | 0     | 3     | 0        | .000  | .100     | .000     | .100  |
| 1969년      | 히로시마    | 6     | 2     | 2     | 0     | 0     | 0       | 0       | 0     | 0     | 0     | 0     | 0        | 0        | 0        | 0     | 0    | 0     | 2     | 0        | .000  | .000     | .000     | .000  |
| 1970년      | 한큐        | 52    | 31    | 24    | 6     | 4     | 0       | 0       | 0     | 4     | 0     | 5     | 0        | 1        | 0        | 5     | 0    | 1     | 10    | 1        | .167  | .333     | .167     | .500  |
| 1971년      | 한큐        | 89    | 24    | 21    | 16    | 6     | 1       | 0       | 0     | 7     | 2     | 10    | 3        | 0        | 0        | 3     | 0    | 0     | 2     | 1        | .286  | .375     | .333     | .708  |
| 1972년      | 한큐        | 105   | 211   | 186   | 30    | 53    | 12      | 1       | 3     | 76    | 26    | 17    | 6        | 3        | 2        | 17    | 1    | 3     | 29    | 5        | .285  | .351     | .409     | .760  |
| 1973년      | 한큐        | 98    | 140   | 117   | 25    | 24    | 4       | 1       | 2     | 36    | 9     | 16    | 2        | 5        | 0        | 18    | 1    | 0     | 24    | 0        | .205  | .311     | .308     | .619  |
| 1974년      | 한큐        | 109   | 60    | 49    | 24    | 9     | 2       | 1       | 1     | 16    | 5     | 20    | 7        | 3        | 1        | 6     | 0    | 1     | 9     | 0        | .184  | .281     | .327     | .607  |
| 1975년      | 한큐        | 107   | 63    | 54    | 17    | 9     | 2       | 0       | 0     | 11    | 0     | 23    | 2        | 2        | 0        | 7     | 0    | 0     | 16    | 0        | .167  | .262     | .204     | .466  |
| 1976년      | 한큐        | 80    | 63    | 55    | 19    | 13    | 3       | 1       | 0     | 18    | 3     | 10    | 4        | 2        | 0        | 5     | 0    | 1     | 8     | 1        | .236  | .311     | .327     | .639  |
| 1977년      | 한큐        | 71    | 121   | 106   | 18    | 28    | 7       | 1       | 2     | 43    | 7     | 10    | 2        | 2        | 1        | 8     | 1    | 4     | 16    | 1        | .264  | .336     | .406     | .742  |
| 1978년      | 한큐        | 76    | 116   | 101   | 31    | 29    | 8       | 0       | 5     | 52    | 11    | 6     | 5        | 3        | 0        | 11    | 0    | 1     | 20    | 3        | .287  | .363     | .515     | .878  |
| 1979년      | 한큐        | 96    | 231   | 202   | 46    | 43    | 6       | 0       | 9     | 76    | 19    | 9     | 3        | 8        | 1        | 18    | 0    | 2     | 45    | 4        | .213  | .283     | .376     | .659  |
| 1980년      | 한큐        | 32    | 25    | 20    | 9     | 4     | 1       | 0       | 0     | 5     | 0     | 1     | 0        | 1        | 0        | 4     | 0    | 0     | 6     | 0        | .200  | .333     | .250     | .583  |
| 통산 : 16년 | 통산 : 16년 | 1035  | 1267  | 1097  | 249   | 245   | 48      | 5       | 22    | 369   | 89    | 132   | 39       | 35       | 5        | 114   | 3    | 16    | 217   | 17       | .223  | .304     | .336     | .641  |